# Dépôt d'autobus
 (janvier 2012).
Si vous disposez d'ouvrages ou d'articles de référence ou si vous connaissez des sites web de qualité traitant du thème abordé ici, merci de compléter l'article en donnant les références utiles à sa vérifiabilité et en les liant à la section « Notes et références ».
Un dépôt ou centre de bus est un espace destiné au stationnement et à l'entretien des bus d'un réseau de transport en commun. Il s'agit d'un endroit plus ou moins vaste, qui peut être couvert ou à « ciel ouvert ». On parle de voitures pour désigner les autobus dans le lexique des transports.
Dans les grandes agglomérations, les dépôts sont souvent d'anciens dépôts de tramways transformés depuis l'apparition des véhicules sur pneus. En France, les dépôts peuvent avoir des capacités de remisage très variables selon la taille des réseaux : de 20 bus à plus de 300 bus pour les plus importants.

## Bâtiments

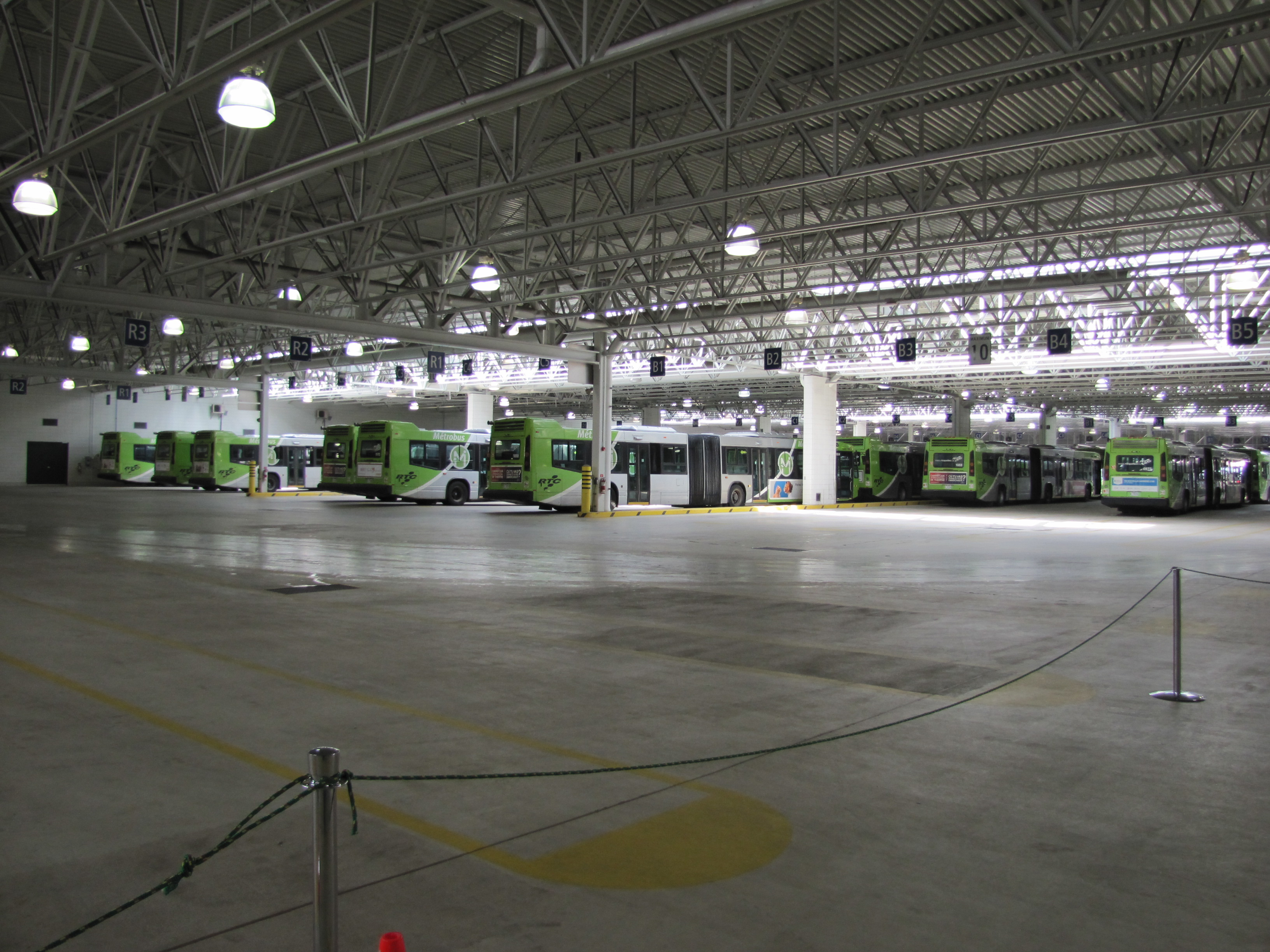
Une partie du hall de remisage du Centre Métrobus, le dépôt d'autobus articulés du Réseau de transport de la Capitale, à Québec.

Les structures métalliques des vieux dépôts en France sont héritées de la fin du XIXe siècle. Leur architecture présente toujours les mêmes caractéristiques avec des poutrelles et des fermes à ossatures croisées. Leur architecture est assez proche des anciennes gares haussmanniennes avec de grandes verrières. Dans les dépôts modernes, les constructions sont plus basiques avec un simple hangar pour les ateliers et un remisage souvent extérieur (moins cher pour les collectivités). 
À l'intérieur des dépôts, on trouve différentes zones :
- le poste de charge : point de remplissage des autobus en carburant,
- le poste de lavage,
- le hall de remisage : zone de stockage des véhicules qui ne sont pas en service commercial,
- l'atelier de maintenance,
- le magasin : local où l'on gère toutes les pièces de rechange des véhicules.

## Évolution des dépôts
Par le passé, on trouvait des râteliers dans les dépôts pour stocker les plaques d'indication d'itinéraires. Aujourd'hui, les réseaux ont des girouettes électroniques qui ont de facto fait disparaître ce type d'accessoires. Même à la RATP, les bandeaux de lignes disparaissent pour des questions d'entretien souvent plus contraignants.
De nos jours, les dépôts de bus sont le plus souvent en périphérie ou hors de la ville. S'ils sont en ville, ils sont plus nombreux et de petite taille (à Lyon et plus ancien, par exemple). Selon les réseaux, la gestion des dépôts peut être décentralisée, c'est-à-dire que chaque unité de transport a son indépendance et gère le matériel et le suivi des lignes de façon très autonome par rapport aux autres dépôts d'une même ville. C'est le cas dans les grandes agglomérations.
On parle aussi de dépôt MIXTE quand un même dépôt gère deux types de matériels : du pneu et du ferré. Exemple à Nantes ou à Grenoble dépôt mixte tramway + bus.